# Wilhelm Karl Ritter von Haidinger
Wilhelm Karl Ritter von Haidinger (Vienna, 5 febbraio 1795 – Vienna, 19 marzo 1871) è stato un mineralogista, geologo e fisico austriaco.

## Biografia
Nacque a Vienna; suo padre, Karl Haidinger, contribuì notevolmente allo sviluppo della mineralogia nella seconda metà del XVIII secolo. Dopo aver studiato alla scuola normale di St Anne e frequentato le lezioni all'università, all'età di 17 anni si unì al professore Friedrich Mohs all'Università di Graz; cinque anni dopo seguì il professore a Freiberg in Sassonia nel trasferimento dei laboratori all'accademia mineraria della città.
Nel 1822 Haidinger visitò la Francia e l'Inghilterra con il conte di Breunner e, viaggiando verso nord, si stabilì ad Edimburgo. Tradusse in inglese, con alcune sue note, Grundriß der Mineralogie di Mohs pubblicat ad Edimburgo in tre volumi col titolo di Treatise on Mineralogy (1825). Dopo un viaggio nell'Europa del nord, compresi i distretti minerari in Scandinavia, assunse la direzione tecnica della produzione di porcellana ad Elbogen (ora Loket in Repubblica Ceca) di proprietà del fratello.
Nel 1840 fu nominato consigliere minerario (Bergrat) a Vienna al posto del professor Mohs, un incarico che comprendeva la supervisione del gabinetto imperiale dei minerali. Si dedicò alla sistemazione ed all'ampliamento delle collezioni ed il museo divento il migliore d'Europa. Poco dopo il 1843, Haidinger iniziò una serie di trattati di mineralogia che furono pubblicato con il titolo di Handbuch der bestimmenden Mineralogie (Vienna, 1845; tables, 1846).
Dopo la fondazione dell'Istituto Imperiale di Geologia, ne fu nominato direttore nel 1849 ed occupò questa importante posizione per diciassette anni. Fu eletto membro del consiglio imperiale per l'agricoltura e le miniere e membro dell'Accademia imperiale delle Scienze di Vienna. Organizzò la società di Freunde der Naturwissenschaften. Nel 1858, fu eletto come membro straniero dell'Accademia Reale Svedese delle Scienze.
Haidinger fu un fisico molto stimato e fu uno dei più attivi promotori del progresso scientifico in Austria. Fu il primo ad osservare la leggera dipendenza dalla polarizzazione dell'occhio umano, osservò il fenomeno ora noto come la spazzola di Haidinger. Nominato cavaliere nel 1865, l'anno successivo si ritirò nella sua tenuta a Dornbach, nei pressi di Vienna, dove morì il 19 marzo 1871.
Oltre ai lavori già nominati, Haidinger pubblicò:
- Anfangsgründe der Mineralogie (Leipzig, 1829)
- Geognotische Übersichtskarte der österreichischen Monarchie (Vienna, 1847)
- Bemerkungen über die Anordnung der kleinsten Teilchen in Christallen (Vienna, 1853)
- Interferenzlinien am Glimmer (Vienna, 1855)
- Vergleichungen von Augit und Amphibo (Vienna, 1855)

Inoltre pubblicò il Naturwissenschaftliche Abhandlungen (Vienna, 1847); il Berichte über die Mitteilungen von Freunden der Naturwissenschaften in Wien (Vienna, 1847–1851); e il Jahrbuch del Vienna KK Geologische Reichsanstalt (1850), eccetera.
Alcune delle pubblicazioni precedenti saranno poi inserite in Transactions of the Royal Society of Edinburgh (vol. x.) e Wernerian Society (1822–1823), Edinburgh Phil. Journal, nel Journal of Science di Brewster e negli Annalen di Johann Christian.
In suo onore fu denominato il minerale haidingerite.